# Суинфорд, Томас (владелец Кетлторпа)
Томас (I) де Суинфорд (англ. Thomas de Swynford; умер 3 ноября 1361) — английский рыцарь и землевладелец, вассал Джона Гонта, герцога Ланкастера. Томас владел поместьями Колби и Кетлторп в Линкольншире. Начиная с 1340-х и до 1356 года занимал различные должности в Бедфордшире, Бакингемшире и Ратленде. Его сын Хью был первым мужем Екатерины Роэ (Суинфорд), позже смерти которого она стала любовницей (а затем и женой) Джона Гонта.

## Происхождение
Томас происходил из древнего английского рода Суинфордов. Некоторые исследователи высказывали предположение, что он имел англосаксонские корни, однако доказательств этого не существует. Род, вероятно, происходил из Суинфорда в Лестершире, при этом в «Книге Страшного суда» упоминания о его представителях отсутствуют. Семья была достаточно разветвлённой: в Средние века встречаются многочисленные упоминания о её представителях, однако попытки создать точную генеалогию Суинфордов до XIV века успехами не увенчались.
О происхождении Томаса высказывались разные предположения. Долгое время считалось, что он мог быть младшим сыном или внуком сэра Томаса Суинфорда из Найта в Линкольншире (умер в 1312), однако в настоящее время данная версия считается маловероятной. Как указывает Э. Уэйр, возможно, что отцом Томаса (I) бы сэр Роберт де Суинфорд, который не позже 1343 года продал принадлежавшее ему поместье Бергейт в Саффолке, сделав своих наследников безземельными. Вероятно, что этот Роберт идентичен Роберту Суинфорду, рыцарю из Норвича, которому в 1345 году перед смертью отпустили все грехи, как и его жене Маргарет и сэру Томасу (I) Суинфорду (вероятно, их сыну). Возможно, что у Томаса был брат по имени Норман и сестра по имени Анна. Судя по всему, он был родственником Джона де Суинфорда, владевшего в 1311 году поместьем Бергейт, однако Роберт де Суинфорд, судя по всему, не являлся его сыном. Также этот Джон не идентичен Джону де Суинфорду (умер в 1332), который был членом парламента от Хантингдоншира. При этом у всех троих, как и у Томаса, герб представлял собой 3 золотые кабаньи головы на чёрном шевроне и на серебряном поле. Одним из доказательств родства Томаса с владельцами Бергейта частым местом захоронения представителей семейства Друри из Саффолка, представитель которого в XV веке женился на Екатерине Суинфорд, правнучке Томаса, была приходская церковь Бергейта.

## Биография
Год рождения Томаса неизвестен. В августе 1345 года он купил у представителей рода Купплдайк поместье Колби в Линкольншире, став арендатором частично короля Эдуарда III, а частично — его сына, Джона Гонта, поскольку часть земель поместья входили в состав принадлежавшего тому графства Ричмонд.
Начиная с 1340-х и до 1356 года Томас Суинфорд занимал различные должности в Бедфордшире, Бакингемшире и Ратленде. В частности, в 1344 году он был уполномоченным по поддержанию мира в Бедфордшире, в 1345—1347 — исчитором в Бедфордшире и Бакингемшире, позже он был наблюдающим за порядком. В 1356 году его сокольники устроили хаос в поместье Бартон, охотясь там за голубями, что вызвало протест его владельца, после чего Томас был смещён со своей должности. В том же году он купил у Джона де ла Кроя поместье Кетлторп в Линкольншире, располагавшееся неподалёку от другого его поместья, Колби, после чего в 1357 году переселился туда вместе с женой. До 1498 года Кеттлторп стал главной резиденцией Суинфордов. После того как Томас стал постоянно жить в Линкольншире, он был назначен там уполномоченным по поддержанию мира.
Умер Томас 3 ноября 1361 года, ему наследовал сын Хью — первый муж Екатерины Роэ (Суинфорд), после смерти которого она стала любовницей (а затем и женой) Джона Гонта.

## Владения
Основным местом жительства Томаса с 1357 года было поместье Кетлторп, располагавшееся в 12 милях к западу от Линкольна. Его размеры составляли порядка 3 тысяч акров, большая часть из которых приходилась на лес. Также в состав Кетлторпа входили деревни Лотертон, Ньютон-он-Трент и Фентон. Другое поместье Суинфорда, Колби, располагавшееся в семи милях к югу от Линкольна, было разделено на 2 равные части, каждая из которых составляла около 90 акров земли и 15 акров пастбищ. В 1367 году южная часть поместья приносила доход в 54 шиллинга и 4 пенса, причём арендная плата, выплачиваемая Джону Гонту, который носил титул графа Ричмонда, составляла 2 шиллинга. Другая часть поместья принадлежала королю и составляла половину рыцарского фьефа. В 1361 году оно не приносило особого дохода, поскольку земля была бесплодной, а голубятня и мельница лежали в руинах; его стоимость составляла 37 шиллингов и 10 пенсов — треть от суммы, когда то уплаченной Томасом за его покупку.

## Брак и дети
Жена: Николь, вдова сэра Ральфа Бассета из Уэлдона. Р. Коул, исследовавший генеалогию рода Суинфордов в 1911 году, предположил, что она могла быть дочерью сэра Роберта де Ардена из Дрейтона (Оксфордшир), однако другие исследователи сомневались, что Николь де Арден и Николь Суинфорд идентичны.
Дети:
- сэр Хью Суинфорд (около 1340 — 13 ноября 1371), владелец Колби и Кетлторпа с 1361[3][8].